# مارپیچ‌داران
مارپیچ‌داران (Spiralia) نام گروهی از جانوران است.گاهی تاج‌وچرخ‌زیان (Lophotrochozoan) و مارپیچ‌داران را معادل هم در نظر می‌گیرند.نام این جانوران از نام شکاف مارپیچی، که به معنی تقسیم سلول در رویان اولیه‌است گرفته شده‌است.